# سقطريون
سكان سقطرى، السقطريون أو السقاطرة هم مجموعة عرقية تنسب إلى قبيلة المهرة القحطانية، يسكنون جزيرة سقطرى. يتحدثون العربية بجانب اللغة السقطرية، وهي واحدة من اللغات العربية الجنوبية الحديثة.

## خلفية

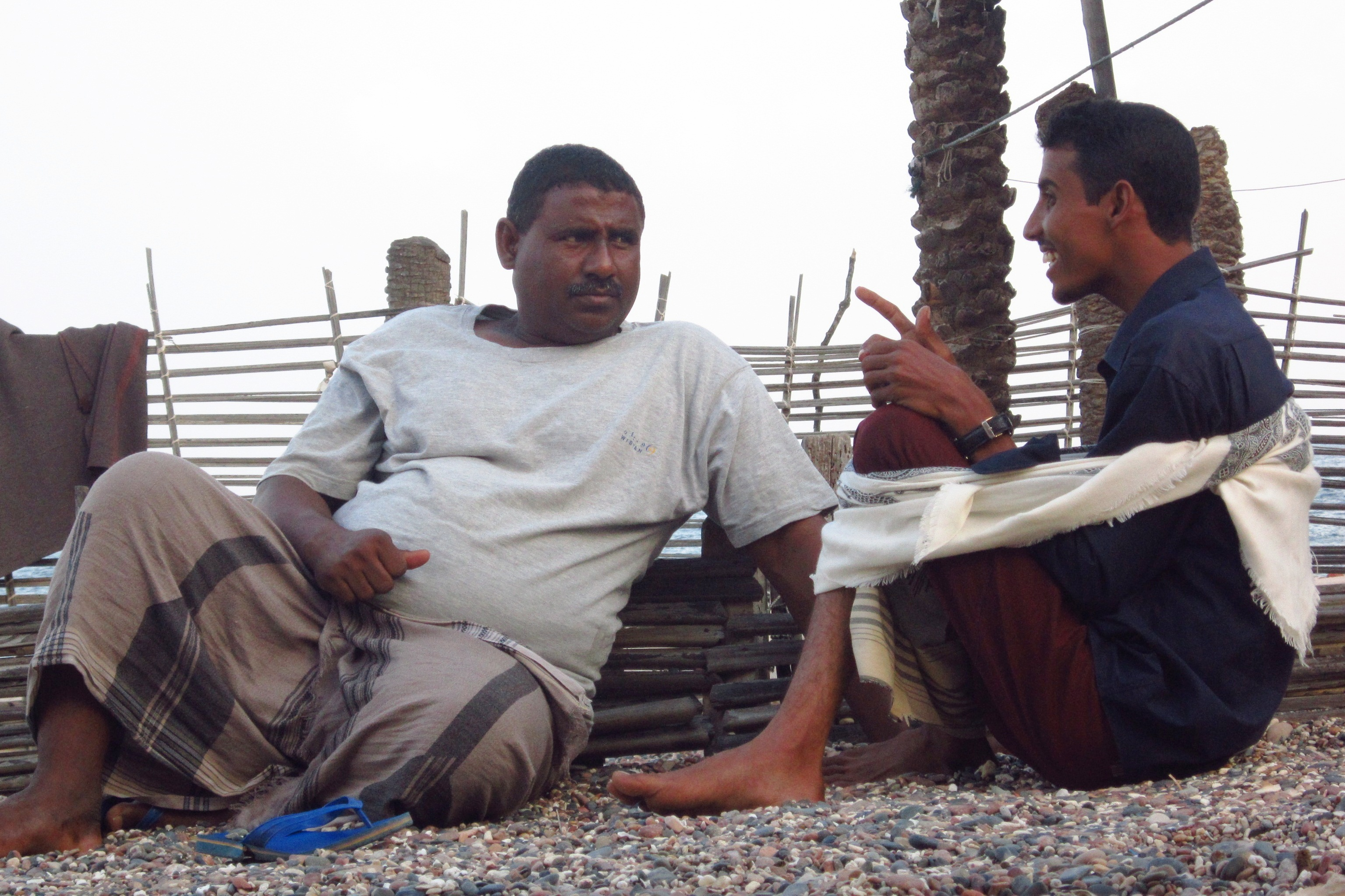
رجال سقطرى

يسكن السقاطرة في المقام الأول في أرخبيل سقطرى: جزيرة سقطرى وعبد الكوري ودرسة وسمحة وعدة أحياء أمانة العاصمة صنعاء في اليمن. 
وفقا لإثنولوج، هناك ما يقدر بنحو 71,400 سقطري. مقارنة بعددهم الذي بلغ في عام 1990 حوالي 57,000 فرد.
معظم السقاطرة هم من المسلمين السنة. حتى العصور الوسطى المتأخرة تقريبًا، اتبع معظم السقطريين المسيحية النسطورية تحت كنيسة الشرق.

## اللغة

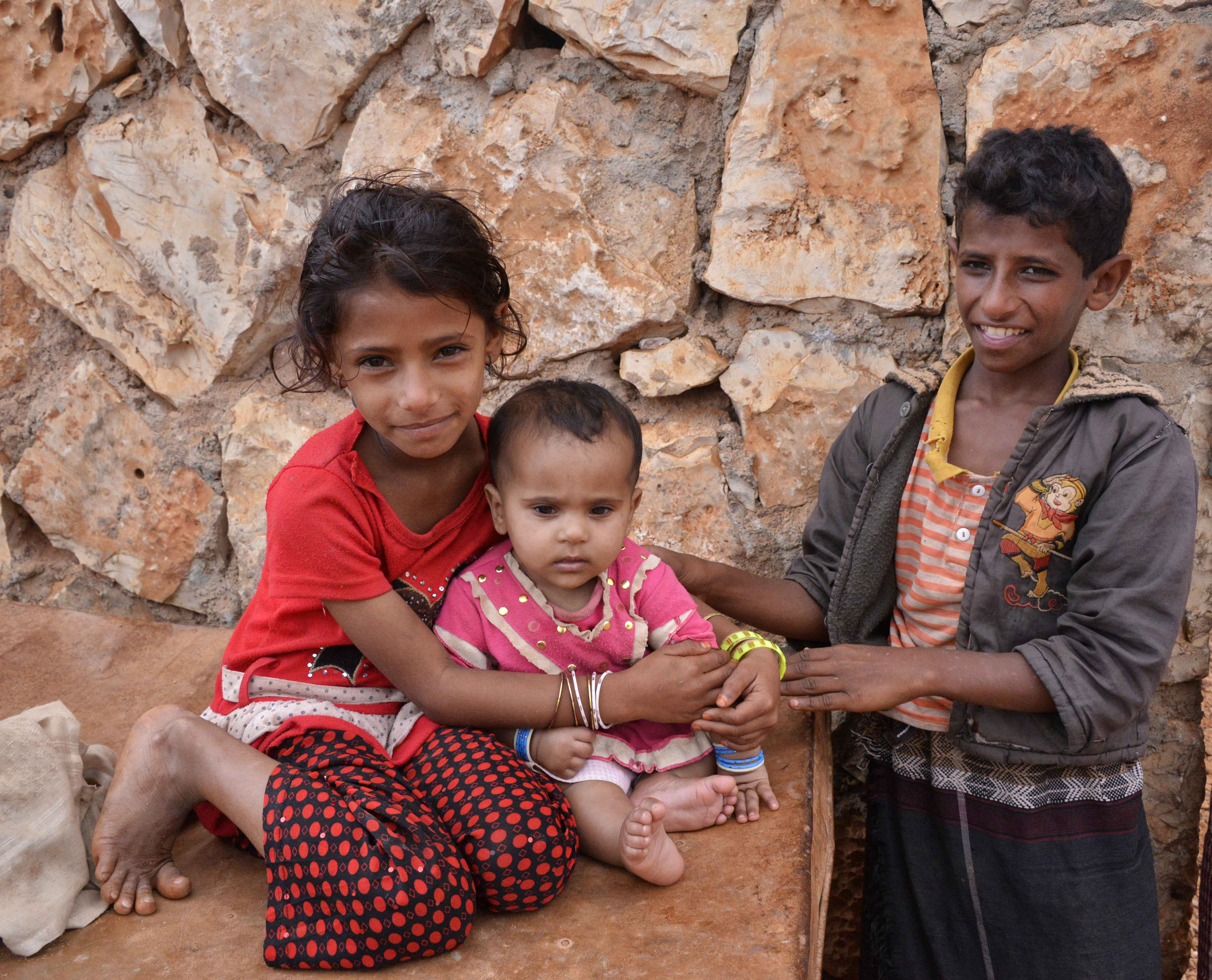
أطفال سقطريون

بجانب اللغة العربية، يتحدث السقطريين اللغة السقطرية. والتي تنتمي إلى اللغات العربية الجنوبية الحديثة. وتضم السقطرية عدة لهجات، والتي تتكون مثل لهجة جزيرة عبد الكوري وسقطري الوسطى وسقطري الشمالية وسقطري الجنوبية وسقطري الغربية.

## الجينات

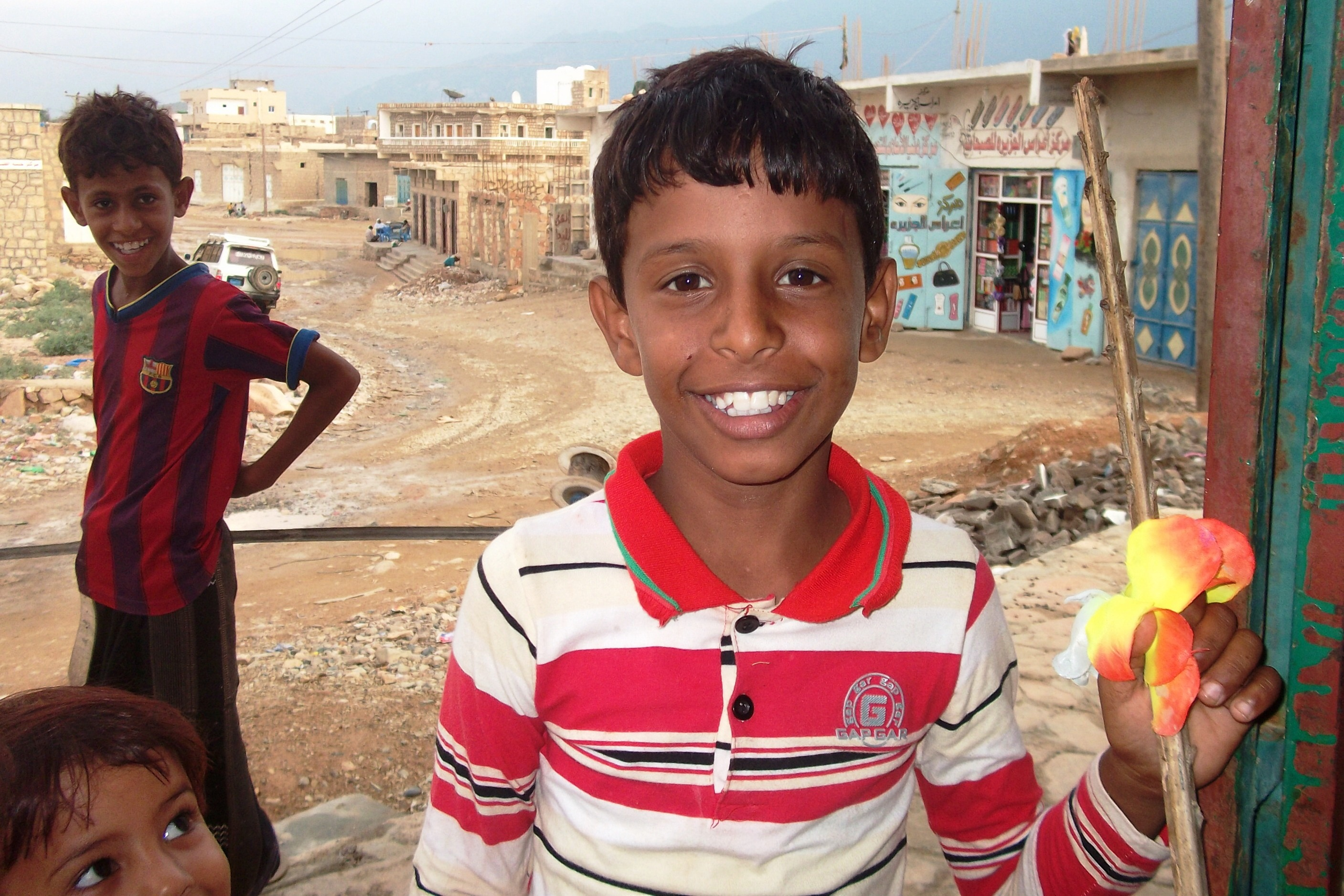
صبيان من سقطرى

ينتمي معظم السقطريين إلى مجموعة السلالة العربية من هابلوغروب جي J الأبوية التي تحمل القاعدة J*(xJ1,J2) بأعلى تردداتها (71.4 ٪). الأفراد الباقون (14.3٪) يحملون بشكل أساسي الفئة الفرعية J1.  من الناحية الأمومية، ينتمي السقطريين أساسًا إلى مجموعات هابلوغروب إن N، بتوزيع (24.3% N*; 6.2% N1a) ومجموعة R0 بتوزيع (17.8% R0a1b; 13.8% R0a; 6.2% R0a1). 